# Santo Domingo, Buctzotz
Santo Domingo är en ort i Mexiko.   Den ligger i kommunen Buctzotz och delstaten Yucatán, i den östra delen av landet, 1 100 km öster om huvudstaden Mexico City. Santo Domingo ligger 11 meter över havet och antalet invånare är 186.
Terrängen runt Santo Domingo är mycket platt. Runt Santo Domingo är det mycket glesbefolkat, med 4 invånare per kvadratkilometer. Närmaste större samhälle är Buctzotz, 14,6 km väster om Santo Domingo. I omgivningarna runt Santo Domingo växer i huvudsak lövfällande lövskog.